# Коньо, Жорж
Жорж Коньо (фр. Georges Cogniot; 15 декабря 1901 — 12 марта 1978) — французский философ-марксист, публицист и политический деятель.

## Биография
Окончил парижскую Высшую нормальную школу.
В 1921 году вступил во Французскую коммунистическую партию, член ЦК ФКП (1926—1964).
В 1936—1939 гг. депутат Парламента Франции. Главный редактор газеты «Юманите» (1937—1949). В годы Второй мировой войны воевал, участвовал в Движении Сопротивления. В 1946—1958 гг. вновь депутат Национального Собрания, затем сенатор (1959—1977).
Опубликовал ряд публицистических книг, в том числе «Небольшой честный путеводитель по Советскому Союзу» (фр. Petit guide sincère de l'Union Soviétique; 1954). Как один из ближайших сподвижников Мориса Тореза выпустил в 1970 г. его биографию.
Автор философских и публицистических работ, в частности, по вопросам образования, сборников рассказов «Побег» (1947), мемуаров «Избранным путём» (1976—1978).
Награждён орденом Дружбы народов (14.12.1976).